# Baltasar Serradell i Planella
Baltasar Serradell i Planella (Barcelona, 1871 - 1930) fou un metge i col·leccionista català.
Fou deixeble de Norbert Font i Sagué. Fou un dels fundadors, i va presidir des del 1908, el Club Muntanyenc, una institució dedicada a l'excursionisme científic. Aplegà una important col·lecció de minerals i fòssils, especialment destacades les peces relacionades amb la paleontologia, mineralogia i malacologia.
Un cop mort, les seves col·leccions van passar al Museu Martorell per mitjà de la Junta de Ciències Naturals que les va adquirir, el 1931, a la seva vídua. Alguns dels exemplars d'aquesta col·lecció es troben encara avui exposats a les vitrines del Museu. La col·lecció petrològica d'en Serradell consta d'uns 1330 registres, en la seva majoria roques sedimentàries i ígnies de Catalunya, més concretament de la província de Barcelona. També hi ha un recull de la seva correspondència a l'Arxiu Històric de la Ciutat de Barcelona